# 董路
董路（1969年8月5日—），中国电视节目主持人、媒体人、足球评述员、足球青训工作者，中国足球小将创始人兼主教练，生于吉林通化，毕业于北京工业大学环境化学系。

## 生平
1969年，董路在吉林通化出生，从小迷上足球。1985年随父母落户北京，亲历五一九事件。次年参加高考，考入北京工业大学环境化学系无机非金属材料专业。
1991年分配到铁道部北京铁路物资公司办事处，任总经理助理。1993年12月，担任北京交通广播电台客座主持人，主持晚间的音乐和综艺节目。1994年开始主持足球节目，担任1994年世界杯足球赛节目《足球一小时》嘉宾主持。1995年开始在《北京广播电视报》、《足球》报、《体坛周报》等媒体撰写足球评论文章。1996年，在原北京有线电视台策划并主持《绿茵传真》、《足球报道》两档节目。1997年1月，主持北京经济广播《国安报道》。1997年3月，获《精品购物指南》聘为体育部记者，正式成为足球记者。1998年世界杯足球赛期间为北京有线电视台解说，为新浪网前身四通利方旗下的竞技风暴频道担任世界杯专题顾问。之后四通利方和美国华渊合并为新浪网，董路仍为该网站工作。1999年初离开《购物指南》，同年3月筹办《新报·北京足球周刊》。
2001年，受中国青年报业集团《青年体育》总编毕熙东的邀请加盟，担任执行副总编辑，直至2005年停刊。2002年，担任北京人民广播电台体育台《体坛夜话》主持人。2005年开通新浪博客，次年春节自办“春节晚会”。世界杯期间他的博客访问量突破1000万，获路透社专题报道。同年又以情景喜剧模式，制作中国第一档世界杯宽频网络节目《世界杯家庭演播室》，获千万点击。
2008年北京奥运会期间，在北京电视台、齐鲁电视台和CSPN三家电视台主持节目。1980年代曾只身一人在东北要账。2009年在解放军歌剧院参演王小波小说《黄金时代》改编话剧，扮演坏分子孩子罗小四。同年主持新浪网《围观世界杯》、优酷网《大话世界杯》栏目，凭借原创歌曲《猜谜到老》获“2010年中国互联网原创音乐大赛”冠军。2012年11月与演员那威在中国国家话剧院主持脱口秀《因为爱情》。2014年加盟乐视体育，担任足球轮播频道总监，2017年2月离职。2016年，与足球评述员郭盛斌共同创办自媒体平台“乐播足球”。2017年8月，发起中国足球小将巡回挑战赛。2019年7月，担任陌陌和PP体育出品娱乐竞技真人秀微综艺直播活动《燃烧吧！少女》的解说。

## 相关事件
2007年8月31日，董路在个人博客发表文章炮轰中国中央电视台田径记者冬日那在田径世锦赛赛后采访刘翔时“太冷”，建议冬日那摆正采访者心态，将问题设计得简单点。
2013年1月23日，董路在个人博客发表题为《柴静，你能看见自己》的文章，批评中国中央电视台节目主持人柴静采访涉嫌家暴妻子的李阳时“乱了阵脚”，依靠表演技巧包装，完全没有新闻应有客观真实。他认为，柴静的成功离不开央视平台和老男人饭局，实质上她已经成为对方的工具和代言人。
2015年11月4日，董路在乐视体育解说欧洲冠军联赛皇家马德里对阵的下半场时睡着，仅由搭档李欣一人独自完成解说。事后董路被乐视方面停职，他个人也在微博上大方承认此次放送事故并认为“谁上班都有打瞌睡的时候”，表示愿意接受公司惩罚。
2022年，董路因为力挺届时在十二强赛中饱受争议的国足主帅李铁，深陷舆论漩涡。

## 出版著作
- 董路. . 北京: 红旗出版社. 1996. ISBN 978-7-8006-8986-4.
- 董路. . 北京: 华艺出版社. 2000-12. ISBN 978-7-8014-2203-3.